# Periscepsia pallidipennis
Periscepsia pallidipennis là một loài ruồi trong họ Tachinidae.